# 教科書

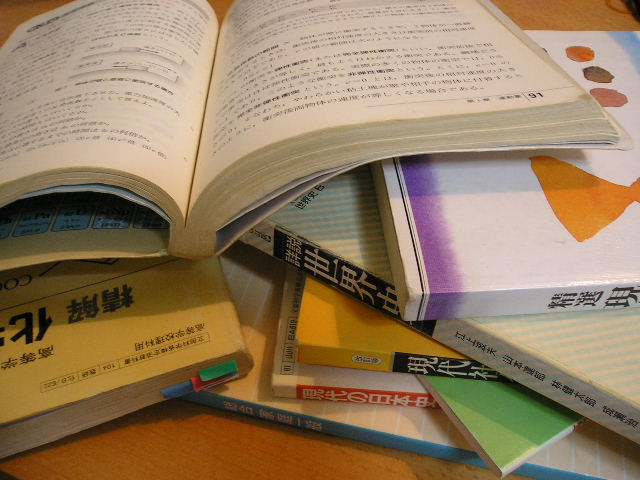
日本教科書

教科書或課本即是學校指定最官方的讀本書籍，它根據學校課程內容編寫，也用來泛指有關學校課程的書籍。
通常在小學及中學低年級，學生只要熟讀教科書內容，便可以應付測驗及考試。教科書也是教師重要的教學工具，美國有90%以上的老師，在90%的教學時間中，都是運用教科書來實施教學。
在成長知識中，教科書的公信力是具有一定的權威。至少考試試題的答案是以教科書為標準。

## 教科書制度
世界各國教科書選定方式不一，可分為國定、審定制、認可制與自由發行制四種類型：
- 國定是由中央教育行政機關統一編輯與印行，民間出版商不得編寫教科書，政府能強力干預和控制教育內容及課程運作。
- 審定（日本稱檢定）是由民間出版商依照政府公布的法令、課程標準/綱要或指導方針來編寫教科書，由中央教育行政機關或所委任的人員審查是否符合政府的要求，審查合格則准予出版發行，接受選用，若不合格，僅可成為一般著作品。
- 認可制（或稱認定制、選用制、採用制）是一種發行前未審查，但事後審查的制度。由民間出版社依政府公布的要求及自己的特色編寫教科書，出版發行後，由教育行政機關組成審查委員會，就已出版的教科書選擇合適者製成目錄、公布名單，讓學校根據自己的教學需求與目標選擇。
- 自由發行制是交由市場決定，政府干預最小的制度。民間出版社依據政府公布的要求，編輯具有自己特色的教科書，出版發行後，由學校自行選用，政府不予審查。教育當局不硬性規定課程一定要使用教科書，學校是否或如何使用教科書，憑校長或教師決定。

日本公益法人教科書研究中心針對 43 個國家的教科書制度所完成的調查報告，各國義務教育階段教科書實施審定制及自由制的國家相較於認可制或國定制者多，國定制及審定制多集中於亞洲及歐洲前社會主義國家，認可制及自由制則集中於北美洲、西歐、北歐國家，同時兼採兩種以上制度者比例也很高。
目前施行國定制之國家有阿拉伯聯合大公國、約旦；採用審定制之國家有加拿大、德國、以色列、日本、台灣（台灣在國立編譯館的統編本時代為國定制，開放一綱多本後，有一段兩者並行的過渡期，再轉變為完全的審定制）、香港、中國大陸（语文、政治、历史科目为国定制）等；而實施認可制的國家則有美國部分的州；自由制則為美國部分的州、英國、澳洲、紐西蘭等。美國的教科書制度是由各州自主決定，分成「州認可制」（state adoption） 和「地方學區自由選用制」（district selection），前者是州政府組成審查委員會，提供各學區核定之推薦書單，後者是由地方學區組成委員會，直接負責審查與篩選。韓國中小學教科書制度為國定、審定與認可三軌並行，為非單一教科書制度類型；並僅在無國定、審定教科書可用或不易用、不合用時，得申請認可制之核准。

## 教科書市場的流弊
有學者認為，學校對教科書市場的絕對選擇權，令教科書出版公司的經營成本日益增加，除了必須免費的教學光碟外，亦需提供電子白板、批改課業服務，到星級研討會、教科書名譽編輯等職位予校方，始能獲得採購，而影音畫俱全的教學簡報、電子黑板服務、大量自動批改的網上操練、互動討論平台等等本屬錦上添花的配套，均在市場化的潮流下成為「必需品」，進而推高書價。
在中国大陆，教科书不允许刊印任何广告，但有一些不法分子会在教科书上刊印广告，例如一民众投诉北京市仁爱教育研究所编写的英语教科书存在这一现象。

## 承擔教材成本的責任
在近年教科書爭議中，社會有人認為基於用者自付原則，教師應自行承擔教師用書的費用，然而有學者認為，教師與消防員、醫護人員等所提供的社會服務屬類似性質，用者該是市民，抑或代表市民管理稅款的用家，故把教科書的責任轉嫁至教師身上並不合理。

## 教科書書價過高的解決方法與局限

### 校內二手教科書買賣
除了商業的二手教科書買賣，不少學校都有私人性質的二手書買賣活動。這類買賣可以是個別高年級學生出售二手書給相熟的低年級學生，或者是作為「中介人」的學生聯絡有意買賣二手書的高、低年級學生並安排時間進行集體買賣，甚至是因校方支持而得以大規模、公開舉辦的「二手書展」。不論規模大小，校內的二手書買賣通常都有一個共通點：因為買賣雙方都是學生，甚至是學長和學弟、妹關係，所以售價鮮少高於二手書市場的水平，而且不易出現賣方不顧關係欺瞞或強迫買方購買書本的情況。
部份學生因與低年級學生不熟或找不到「中介人」，所以會放在Yahoo及eBay中拍賣，然而兩者也需收取每本書本寄賣費，因此很多學生會選擇把教科書放在免費的網路拍賣網站中出售。

### 開發電子教材
有人提出，教育局應協助出版書高開發電子教材，以解決書價過高的問題。可是有學者認為，電子書定價極可能不減反增，而電子教材亦會壓縮了下一代的想像空間，對於傾向他律，學習主動性不足的學生，欠缺規範的電子學習模式更為不利。

## 外部連結
- 中國百年教科書字型的時代特色與歷史演變 （页面存档备份，存于）
- 標楷體：一些二十世紀初期的上海足跡 （页面存档备份，存于）
- 設計素養第一課：教科書字體選用指南 （页面存档备份，存于）
- 從歌頌「蔣公的故事」到探討性別議題，教科書的未來長怎樣？